# Формула 1 — сезона 1992
43. сезона Формуле 1 је одржана 1992. године од 1. марта до 8. новембра. Вожено је 16 трка. Возачки наслов је освојио Најџел Менсел у Вилијамс-Реноу, који је освојио конструкторски наслов.
Четири главна тима су задржали бар по једног возача из претходне сезоне. Макларен и Вилијамс су задржали Аиртона Сену и Герхарда Бергера, и Најџела Менсела и Рикарда Патрезеа. Ферари је Алена Проста заменио Иваном Капелијем, а Бенетон је задржао Михаела Шумахера и довео Мартина Брандла.